# Qitianlingita
La qitianlingita és un mineral de la classe dels òxids, que pertany al grup de la columbita. Rep el seu nom de la localitat on va ser descoberta. Des de l'any 2023 és una espècie qüestionable per l'Associació Mineralògica Internacional.

## Característiques
La qitianlingita és un òxid de fórmula química (Fe,Mn)₂(Nb,Ta)₂WO10. Cristal·litza en el sistema ortoròmbic en forma de cristalls tabulars prims paral·lels a {001}, de fins a 0,2 mil·límetres. La seva duresa a l'escala de Mohs és 5,5.
Segons la classificació de Nickel-Strunz, la qitianlingita pertany a «04.DB - Metall:Oxigen = 1:2 i similars, amb cations de mida mitjana; cadenes que comparteixen costats d'octàedres» juntament amb els següents minerals: argutita, cassiterita, plattnerita, pirolusita, rútil, tripuhyita, tugarinovita, varlamoffita, byströmita, tapiolita-(Fe), tapiolita-(Mn), ordoñezita, akhtenskita, nsutita, paramontroseïta, ramsdel·lita, scrutinyita, ishikawaïta, ixiolita, samarskita-(Y), srilankita, itriorocolumbita-(Y), calciosamarskita, samarskita-(Yb), ferberita, hübnerita, sanmartinita, krasnoselskita, heftetjernita, huanzalaïta, columbita-(Fe), tantalita-(Fe), columbita-(Mn), tantalita-(Mn), columbita-(Mg), magnocolumbita, tantalita-(Mg), ferrowodginita, litiotantita, litiowodginita, titanowodginita, wodginita, ferrotitanowodginita, wolframowodginita, tivanita, carmichaelita, alumotantita i biehlita.

## Formació i jaciments
Es troba en dics de pegmatites de granit. Sol trobar-se associada a altres minerals com: quars, feldespat potàssic, albita, moscovita, zinnwaldita, cassiterita o wolframita "wolframoixiolita". Va ser descoberta l'any 1985 al complex Qitianling, al districte de Beihu (Hunan, República Popular de la Xina). A la Xina també se n'ha trobat a Quannan, a la província de Jiangxi. També se'n troba qitianlingita al mont Begbie (Colúmbia Britànica, Canadà), a Gemerská Poloma (Košice, Eslovàquia) i a Stenalees (Cornualla, Anglaterra).